# الطليعة (جريدة تونسية)

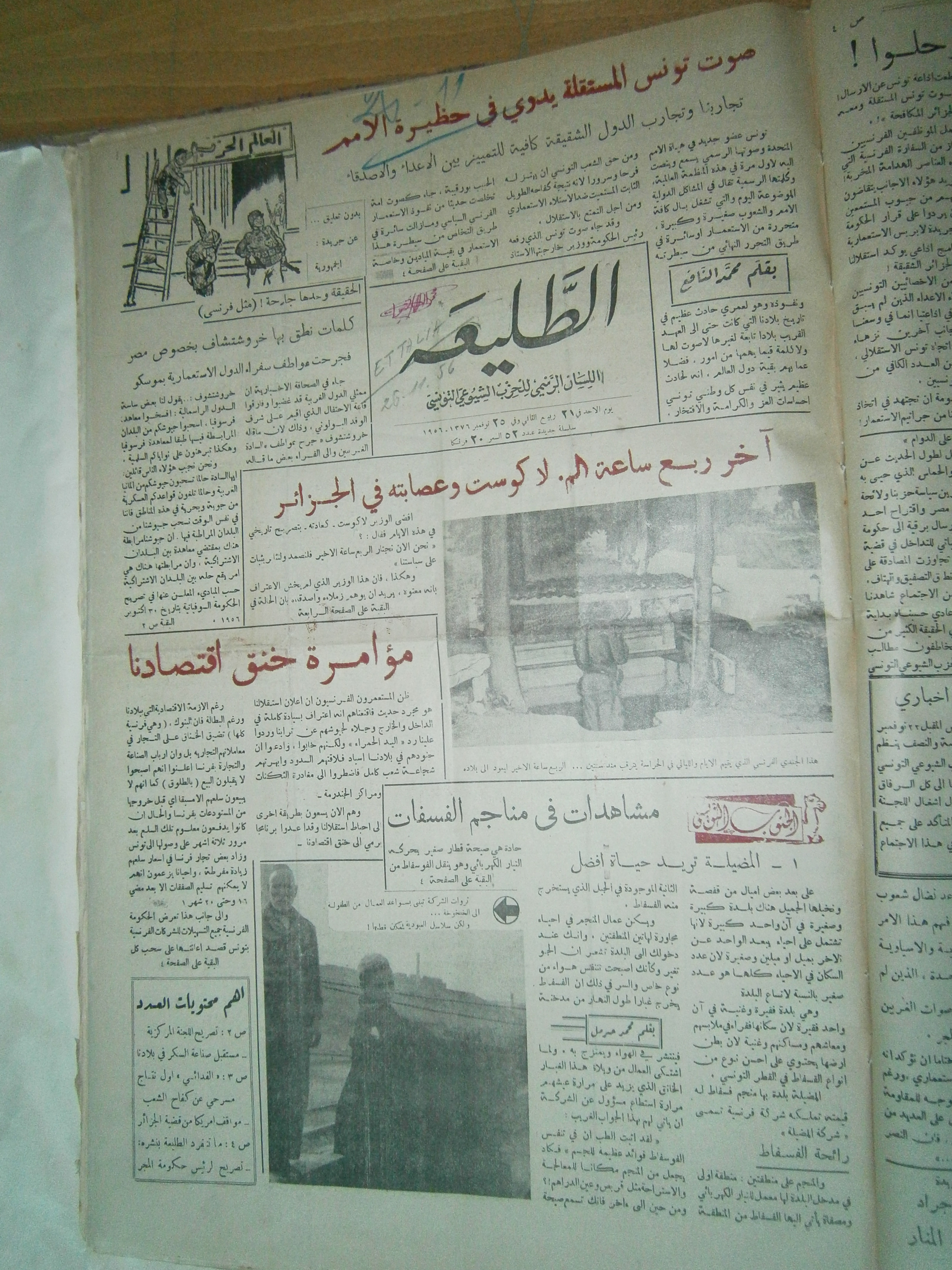
الصفحة الأولى من جريدة الطليعة بتاريخ 25 نوفمبر 1956

الطليعة هي جريدة أسبوعية سياسية إخبارية جامعة أصدرها بتونس الحزب الشيوعي التونسي فيما بين سنتي 1937 و1962.

## حياتها
صدر العدد الأول منها في 11 جوان 1937، في فترة حكم الجبهة الشعبية التي كان الشيوعيون الفرنسيون طرفا فيها. وقد تعطلت بعد سنتين في 1939. وكانت في سنتها الأولى تسحب في ألفي نسخة. وخلال الحرب العالمية الثانية وفي ظل التضييقات على الحريات في تونس، صدرت بغير انتظام وبصفة سرية، لتعود إلى الصدور يوم 10 جوان 1947 وكانت تسحب في 8200 نسخة، واستمرت إلى 16 فيفري 1952، وهي الفترة التي ألقي فيها القبض على الوطنيين التونسيين وعلى القيادات الشيوعية. وخلال فترة الحكم الداخلي عادت جريدة الطليعة إلى الصدور من جديد في سلسلة جديدة بداية من 21 أكتوبر 1955، واستمرت بعد الاستقلال سنة 1956 إلى 23 ديسمبر 1962 حيث تم إيقافها بعد بضعة أيام من اكتشاف المحاولة الانقلابية ضد نظام الرئيس الحبيب بورقيبة، كما توقفت أيضا جريدة منبر التقدم (Tribune du progrès) الناطقة بالفرنسية القريبة من الحزب الشيوعي التونسي.

## إدارتها
توالى على جريدة الطليعة عدد من قياديي الحزب الشيوعي التونسي بداية من كاتبه العام علي جراد في الفترة الأولى، ثم محمد جراد وأخيرا حسن السعداوي الذي تولى فيما بين 1946 و1956 الكتابة العامة لنقابة الاتحاد النقابي لعملة القطر التونسي التابعة للحزب الشيوعي.